# Андрющенко Віктор Петрович
Ві́ктор Петро́вич Андрю́щенко (нар. 11 лютого 1947, Львів) — український лікар, хірург, професор, доктор медичних наук, завідувач кафедри загальної хірургії, член Правління Асоціації хірургів України, заступник Голови правління асоціації хірургів Львівщини, член медичної комісії науково-методичної ради Міністерства освіти та науки України, Голова профільного методичного комітету з хірургічних дисциплін Львівського національного медичного університету імені Данила Галицького.
Напрями наукових досліджень: удосконалення діагностичних критеріїв і методів лікування гострої хірургічної патології органів черевної порожнини: гострої кишкової непрохідності, перитоніту, панкреатиту, захворювань жовчевивідних шляхів; опрацювання методів реґіонального лікування при ускладненому холециститі та холангіті; особливості хірургічної тактики при біліарному панкреатиті, об'єктивізація показів; оптимізація лікувальної тактики при тривалій декомпресії кишки, диференційний підхід до виконання планової релапаротомії.

## Біографічні відомості
Закінчив медичний факультет Львівського медичного інституту (1971). Працював асистентом кафедри загальної хірургії Львівського національного медичного університету імені Данила Галицького (1971—1989). У 1979 році захистив кандидатську дисертацію «Клінічне значення вегетативних і медіаторних порушень при хірургічних захворюваннях позапечінкових жовчовивідних шляхів». Доцент кафедри загальної хірургії (1990—1996), професор кафедри загальної хірургії (1996—1999), з 1999 року завідувач кафедри загальної хірургії Львівського медичного університету.
У 1991 році захистив докторську дисертацію «Гострий і хронічний холангіт в хірургічній патології позапечінкових жовчовивідних шляхів». У 1996 році йому присвоєно вчене звання професора.